# Ghost Bastards 2
Cet article possède un paronyme, voir Ghostbusters 2.
Pour plus de détails, voir Fiche technique et Distribution.
Ghost Bastards 2 (A Haunted House 2) est un film américain réalisé par Michael Tiddes, sorti en 2014. Il s'agit de la suite du film Ghost Bastards sorti en 2013.

## Synopsis
Après avoir exorcisé son ex-femme Kisha, Malcolm refait sa vie avec sa nouvelle petite-amie, Megan, et ses deux enfants, Becky et Wyatt. Après avoir emménagé dans leur nouvelle maison, Malcolm est témoin d'étranges évènements.

## Distribution
- Marlon Wayans: Malcolm Johnson
- Jaime Pressly: Megan
- Gabriel Iglesias: Miguel José Jesús González Smith
- Ashley Rickards: Becky
- Steele Stebbins: Wyatt
- Rick Overton: Professeur Wilde
- Dave Sheridan: Aghoul
- Essence Atkins: Kisha Davis

## Box office
Ghost Bastards 2 engendre 17 329 486 $ en Amérique du Nord et 6 630 000 $ dans le reste du monde ce qui fait un total 23 959 486 $.

## Films parodiés
Paranormal Activity, Conjuring : Les Dossiers Warren, Sinister, Annabelle, Possédée, Breaking Bad.